# 아유카와촌 (이바라키현)
아유카와촌(鮎川村)은 이바라키현 다가군에 일찍이 존재했던 촌이다. 

## 지리
- 현재의 히타치시 중부에 해당한다.
- 촌역은 다가산지의 일부로 대부분 산이 많은 지형을 이루고 있다.
- 촌내에는 아유카와 강이 흐른다.
- 촌은 태평양에 면해 있다.

## 역사
- 1889년 4월 1일 - 정촌제 시행에 의해 스와촌, 유나고촌, 나루사와촌이 합병해 다가군 아유카와촌이 성립하였다.
- 1939년 4월 1일 - 고쿠부촌, 가와라고정과 합병해 다가정이 성립하여, 동일 아유카와촌은 폐지되었다.
- 1955년 2월 15일 - 다가 정, 히다카 촌, 구지 군 구지 정, 사카모토 촌, 히가시오자와 촌, 나카사토 촌과 함께 히타치시에 편입되었다.

## 인구
| 1891년 | 1,868 |
| 1920년 | 2,249 |
| 1935년 | 3,044 |
| 1939년 | 3,645 |

## 교통

### 도로
- 1급국도
  - 국도 제6호선

## 참고문헌
- 日立市史編さん委員会編『日立市史』、日立市、1959年
- 日立市史編さん委員会編『新修日立市史』、日立市、1994年
- 角川日本地名大辞典編纂委員会『角川日本地名大辞典 8 茨城県』、角川書店、1983年 ISBN 4040010809